# Friedrich Ludwig Weidig
Friedrich Ludwig Weidig (15 de febrero de 1791 - 23 de febrero de 1837) fue un teólogo protestante, pastor, activista, profesor y periodista alemán. Inicialmente trabajando como maestro en Butzbach, luego pasó un corto tiempo como pastor en Ober-Gleen, un distrito de Giessen. En lo que ahora es Hesse y el Medio Rin, fue una de las principales figuras de Vormärz y pionero de la Revolución de 1848.

## Biografía

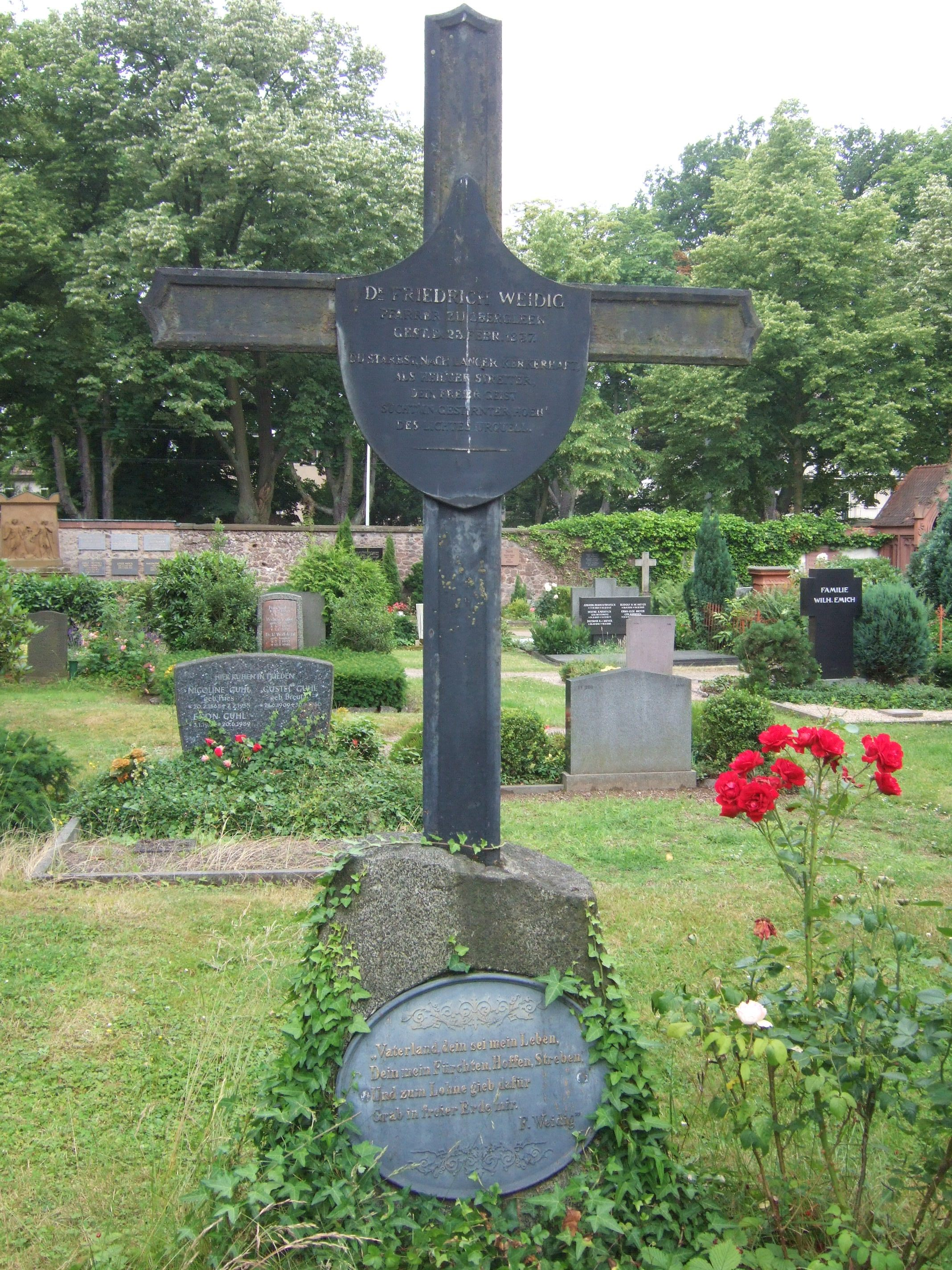
Tumba de Ludwig Weidig en el Alten Friedhof en Darmstadt.

Weidig nació en el distrito de Oberkleen, Langgöns, al noroeste de Wetterau.
Hijo de un jefe forestal y su esposa, cuyo apellido de soltera era Liebknecht. En 1803 fue a Butzbach para ir a la escuela. Durante sus estudios teológicos en la Ludoviciana de Gießen fue miembro de la 'fränkischen Landsmannschaft'. En 1812 se convirtió en director de la escuela de varones de Butzbach. Siguiendo el ejemplo de Friedrich Ludwig Jahn, Weidig enseñó a sus alumnos ejercicios físicos y ejercicios físicos y en 1814 fundó una plaza de armas en Schrenzer, una estribación nororiental del Taunus; así, historiadores y biógrafos posteriores lo llamaron el "padre del ejercicio de Hesse".
A partir de 1818, Weidig fue supervisado por las autoridades por sus actividades políticas en la enseñanza, la predicación y en privado: era uno de los demócratas liberales que aspiraba a establecer Alemania como un estado nacional democrático unificado. En 1832 viajó al suroeste de Alemania y ayudó en los preparativos del Festival de Hambach.
En 1833 Weidig fue arrestado por primera vez, pero en 1834 todavía publicó cuatro números ilegales de "Leuchter und Beleuchter für Hessen (oder der Hessen Notwehr)". El mismo año vio su primer encuentro con Georg Büchner, con quien trabajó en un manuscrito que Weidig publicó luego contra los deseos de Büchner como Hessischen Landboten. Weidig y sus alumnos también organizaron la impresión y distribución de panfletos ilegales.
El 5 de abril de 1834, Weidig fue suspendido de su puesto docente y degradado a un pequeño pueblo llamado Ober-Gleen, ahora en Kirtorf, im Vogelsberg. Cuando en el verano de 1834 el proyecto "Hessischen Landboten" fue traicionado, Büchner huyó a Estrasburgo, pero Weidig se negó a emigrar a Suiza con su familia. Poco después fue arrestado en el cuartel de Klosterkaserne en Friedberg y en junio de 1835 puesto bajo arresto domiciliario en Darmstadt, donde el 23 de febrero de 1837 se suicidó después de dos años de interrogatorio y abuso físico por parte de investigadores estatales, incluido Konrad Georgi, un conocido alcohólico. Enfermo y desesperado, había escrito cartas a su esposa desde prisión, que fueron conservadas por sus interlocutores "por razones de política estatal" durante muchos años después de su muerte. Sus amigos anotaron en su lápida que era un luchador por la libertad, pero las autoridades lo tapiaron.

## Homónimos
El gimnasio-escuela Weidigschule en Butzbach lleva su nombre, al igual que el Weidigsporthalle en Oberkleen.